# Thomas Stafford (Autor)
Sir Thomas Stafford (* Dezember 1577; † vor 20. Februar 1655) war ein englischer Adliger, Militär und Politiker. Dazu war er der Autor des Werks Hibernia Pacata, das im Jahre 1633 in London veröffentlicht wurde und die Geschichte des Feldzugs von Sir George Carew in den Jahren 1601 bis 1603 gegen die Spanier und aufständische Iren unter Hugh O’Neill in Südirland wiedergibt.

## Herkunft
Thomas Stafford war wahrscheinlich ein unehelicher Sohn des Politikers und Militärs George Carew. Von seiner Mutter ist nur bekannt, dass sie aus der Familie Cavannagh stammte und die Witwe eines Manns namens Stafford war. George Carew hatte aus seiner Ehe nur eine Tochter, die bereits vor ihm starb. Stafford wuchs vermutlich im Haushalt seines mutmaßlichen Vaters auf und folgte diesem auch nach Irland, als dieser dort in den 1580er Jahren als Militär und ranghoher Beamter diente.

## Dienst als Militär und Höfling
Bereits 1593 wurde der junge Stafford bei den englischen Unterhauswahlen zum Abgeordneten für das Borough Weymouth and Melcombe Regis gewählt. Diese Wahl hatte er wohl Walter Raleigh zu verdanken, einem einflussreichen Freund seines Vaters. Im House of Commons wird Stafford aber nur einmal als Teilnehmer einer Konferenz am 1. März 1593 erwähnt. Als sein mutmaßlicher Vater während des Neunjährigen Kriegs ab 1600 Lord President des irischen Munster wurde, diente Stafford bis 1604 als Hauptmann einer Kavallerieeinheit. Nach 1603 kehrte Carew nach England zurück, wurde geadelt und erhielt Ämter im Haushalt von Königin Anna. Dadurch gelang es ihm, auch Stafford als Gentleman Usher of the Privy Chamber im Gefolge der Königin unterzubringen. Stafford wurde am 6. Oktober 1611 zum Ritter geschlagen und wurde 1618 Comptroller des Haushalts der Königin, bis diese 1619 starb.

## Politische Tätigkeit

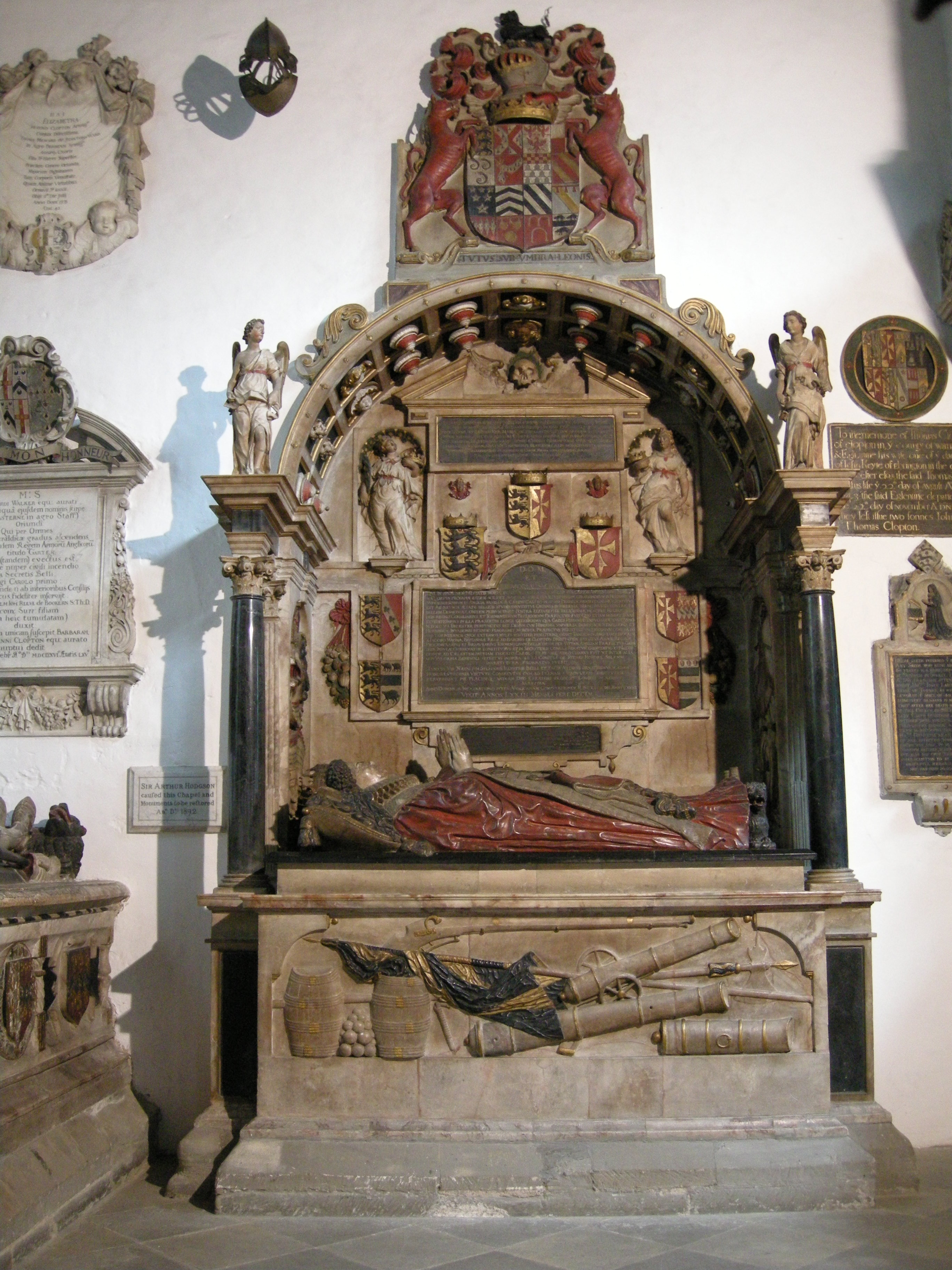
Das Grab von George Carew in Stratford-upon-Avon, in dem auch Stafford beigesetzt wurde

Auf Empfehlung seines Freundes Sir Robert Killigrew, dessen Witwe er später heiratete, wurde Stafford bei der Unterhauswahl 1621 als Abgeordneter für das Borough Helston in Cornwall gewählt. Im House of Commons trat er jedoch erneut kaum in Erscheinung. 1623 wurde er zusammen mit Sir Francis Godolphin beauftragt, die Bergbauaktivitäten des Politikers Hugh Myddelton in Cardiganshire zu überprüfen. Bei der Unterhauswahl 1624 wurde Stafford durch Vermittlung von Killigrew als Abgeordneter für Bodmin gewählt, doch erneut beteiligte er sich kaum an der Ausschussarbeit. Nachdem die Parlamentssession 1625 vertagt worden war, beschaffte der alte, aber immer noch einflussreiche Carew ihm im Januar 1625 wieder ein Kommando als Hauptmann in Irland, worauf Stafford am 10. April nach Irland übersetzte. Bereits wenig später kehrte er nach England zurück, um am 24. Mai 1625 anstelle des kranken Carew an der Beisetzung von König Jakob I. teilzunehmen. Bei den Unterhauswahlen 1625 und 1626 kandidierte er jedoch nicht mehr, so dass er seinen Vater nicht unterstützen konnte, als dessen Aktivitäten als Freund des unbeliebten Duke of Buckingham 1626 vom House of Commons untersucht wurden. Nach dem Tod von Carew 1629 erbte er eine jährliche Pension von £ 500, Carews Haus in London sowie Grundbesitz in Essex, Devon und Cornwall. Dazu übernahm er bis 1634 von Carew die Aufgaben des Master of the Ordnance, obwohl ihm dieses Amt wohl wegen seiner unehelichen Geburt nie offiziell übertragen wurde. Dazu gründete er zusammen mit seinem Stiefsohn Sir William Killigrew und mit seinem Freund Francis Godolphin in den 1630er Jahren ein Unternehmen zur Entwässerung der Fens in Lincolnshire.

## Erneuter Dienst als Höfling, letzte Jahre und Tod

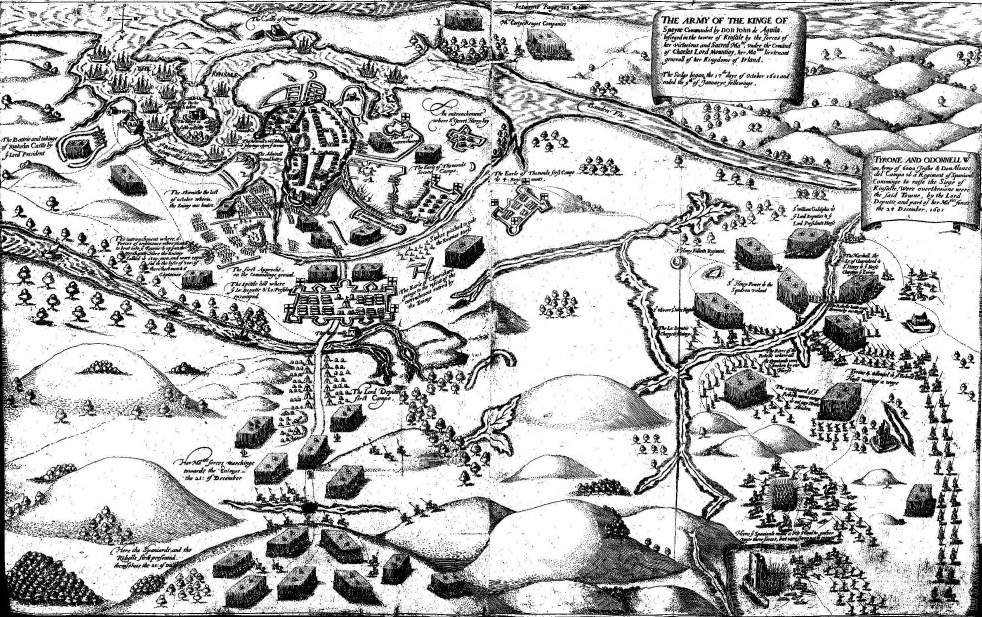
Die Schlacht von Kinsale 1601. Darstellung aus der Hibernia Pacata 1633

Spätestens seit 1627 hatte Stafford zum Gefolge von Königin Henrietta Maria gehört. Nachdem im Januar 1642 der Versuch von König Karl I. gescheitert war, fünf missliebige Parlamentsabgeordnete zu verhaften, begleitete Stafford die Königin vor dem 8. Juni 1642 ins Exil in die Niederlande. Dort diente er als Schatzmeister der Königin, was ihn sehr belastete. Vermutlich kehrte er 1643 mit der Königin nach England zurück, erhielt aber nun wohl wegen seines Alters keine Ämter und Aufgaben mehr. Nach dem Sieg des Parlaments im Englischen Bürgerkrieg sollte er als Anhänger des Königs eine Strafe von £ 1000 zahlen, die ihm schließlich im Januar 1651 erlassen wurde.
Stafford hatte nach dem 4. Februar 1636 Mary, die Witwe von Sir Robert Killigrew und Tochter von Sir Henry Woodhouse geheiratet. Die Ehe blieb kinderlos. Er machte am 25. August 1653 sein Testament, das am 20. Februar 1655 seiner Witwe eröffnet wurde. Er wurde im Grab seines mutmaßlichen Vaters in der Pfarrkirche von Stratford-on-Avon beigesetzt. Sein Haus in London, das er von Carew geerbt hatte, vermachte er seiner Frau, seiner Stieftochter Elizabeth Killigrew vermachte er seinen Grundbesitz in Irland.

## Schriftstellerische Tätigkeit
Carew hatte bei seinem Tod 1629 Stafford sämtliche Aufzeichnungen und Bücher hinterlassen. Die Aufzeichnungen, bekannt als Carew MSS (Carew Manuscripts) bestanden aus 72 Folianten, zu denen auch gedruckte Bücher und mehrere Karten zählten. Anhand dieser Papiere verfasste Stafford das chronologische Werk Pacata Hibernia über den Neunjährigen Krieg in Irland, das 1633 veröffentlicht wurde. Heute befinden sich 39 Bände in der Bibliothek des Lambeth Palace, während vier Bände sich in der Bodleian Library in Oxford befinden.
Der volle Titel von Staffords Werk Hibernia Pacata lautete:
Pacata Hibernia. : Ireland appeased and reduced. Or, an historie of the late vvarres of Ireland, especially within the province of Mounster, vnder the government of Sir George Carew, Knight, then Lord President of that province, and afterwards Lord Carevv of Clopton, and Earle of Totnes, &c. VVherein the siedge of Kinsale, the defeat of the Earle of Tyrone, and his armie; the expulsion and sending home of Don Iuan de Aguila, the Spanish generall, with his forces; and many other remarkeable passages of that time are related. Illustrated with seventeene severall mappes, for the better understanding of the storie.
Das Impressum lautete: London : Printed by Aug : Mathevves for Robert Milbourne, at the signe of the Grey-hound in Pauls Church-yard, 1633.
Das Werk wurde später mehrmals neu aufgelegt, darunter 1896 in einer Edition des irischen Schriftstellers, Journalisten und Historikers Standish James O’Grady (1846–1926). O’Grady unterstreicht mit der Neuherausgabe dieses Werks seine These, die Iren hätten sich den Truppen Sir George Carews und des von Königin Elizabeth I. eingesetzten Vizekönigs Lord Mountjoy gerne angeschlossen, um die verhassten Clan-Chiefs zu vertreiben.